# Bäckaby gamla kyrka

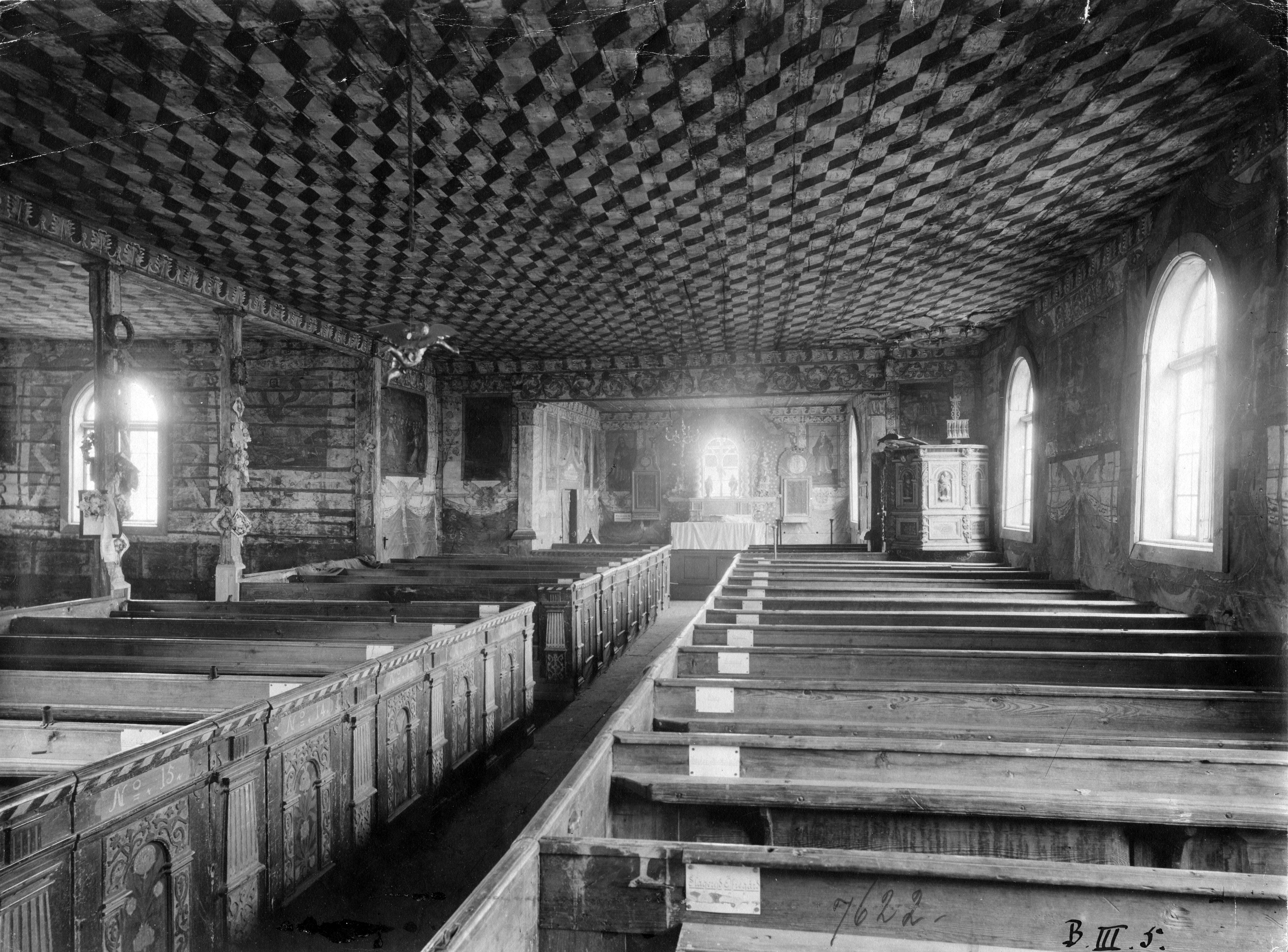
Interiör från Bäckaby gamla kyrka strax efter att den återuppförts i Jönköpings stadspark.

Bäckaby gamla kyrka var en medeltida kyrkobyggnad av trä, som 1899 ersattes av den nuvarande stenkyrkan Bäckaby kyrka och därefter flyttades till Jönköpings stadspark.

## Kyrkobyggnaden
Timmerkyrkan i Bäckaby socken sydväst om Vetlanda uppfördes mitt in kyrkbyn och enligt anteckningar i en tiondelängd stod kyrkan under byggnad 1584 ”sedan den gamla kyrkan för någon tid sedan avbrunnit.” De äldsta fönstrens utformning har dock länge tytt på att kyrkan skulle vara betydligt äldre. Vid en i sen tid genomförd årsringsdatering av timret bestämdes åldern till omkring 1326.
Bäckaby kyrka omfattade ett rektangulärt långhus med en tillbyggd korsarm från 1758 mot norr, ett rakavslutat kor, en sakristia troligen från 1600-talet norr om koret och ett torn med ett vapenhus från 1690-talet. 
När kyrkan uppfördes bestod den endast av långhus och kor, som åtskiljdes av en vägg med en triumfbåge. Denna öppning vidgades i efterhand, dock senast 1728. Den medeltida kyrkan hade små, högt placerade rundbågiga fönster. Spår av dessa fönster påträffades på den södra och västra väggen. Efter hand togs större spetsvinklade fönster, men 1767 satte nya rektangulära fönster in av glasmästaren Peter Ekstedt. Placeringen av dessa fönster stämde överens även med de fönster som tillkom vid senare tillfällen. 
Den medeltida huvudingången till kyrkan var placerad strax öster om sydfasadens västligaste fönster. Det fanns även en ingång till koret på sydfasaden. Huvudingångens läge ändrades när tornet tillkom omkring 1694. Då ordnades en ingång med vapenhus från väster. 
Kyrkans tak och ytterväggar tycks alltid ha varit klädda med spån. I kyrkans räkenskaper återkommer kostnader för spån och spånspik för det löpande underhållet. Visserligen beslutade kyrkostämman 1890 att i stället använda takpapp, men beslutet upphävdes året därpå.

## Interiör och inventarier
När Bäckaby gamla kyrka fungerade som museikyrka i Jönköpings stadspark omfattade kyrkorummets interiör föremål och inredning både originalinredning och sådan som samlats in från andra kyrkor. Kyrkans altartavla och predikstol tillkom båda 1715. 
I den norra korsarmen demonterades bänkinredningen när kyrkan flyttades och efter detta stod en orgel från Järsnäs kyrka där. Denna orgel hade tillverkats av orgelbyggaren Nils Ahlstrand 1823. När kyrkan stod i Bäckaby fanns det inte någon orgel och psalmsången leddes då i stället av klockaren. 
Större delen av kyrkorummets hade dekorationsmålerier, både i dekorativa mönster och figurmålerier som framställde porträtt och bibliska scener. År 1728 skapade målaren Zacharias Hake från Ramkvilla en stor del av kyrkans bibliska scener. Målningarna skildrade motiv både från Gamla och Nya testamentet, exempelvis apostlarna, Evas skapelse, Syndafallet, Kain och Abel, Abraham och Isak, Josua och Kaleb, Bebådelsen, Födelsen, Nattvarden och Himmelsfärden. Den tillbyggda norra korsarmen skildrade Kristi sista tid med Törnekröningen, Gisslandet, Korsbärandet, Korsfästelsen, Gravläggningen och slutligen uppståndelsen. Dessa målningar skapades av dekorationsmålaren Gerhard Boldt 1769. 
Kyrkan var aldrig uppvärmd på något sätt, varken när den stod i Bäckaby eller i Jönköpings stadspark.

## Flytten till Jönköpings stadspark

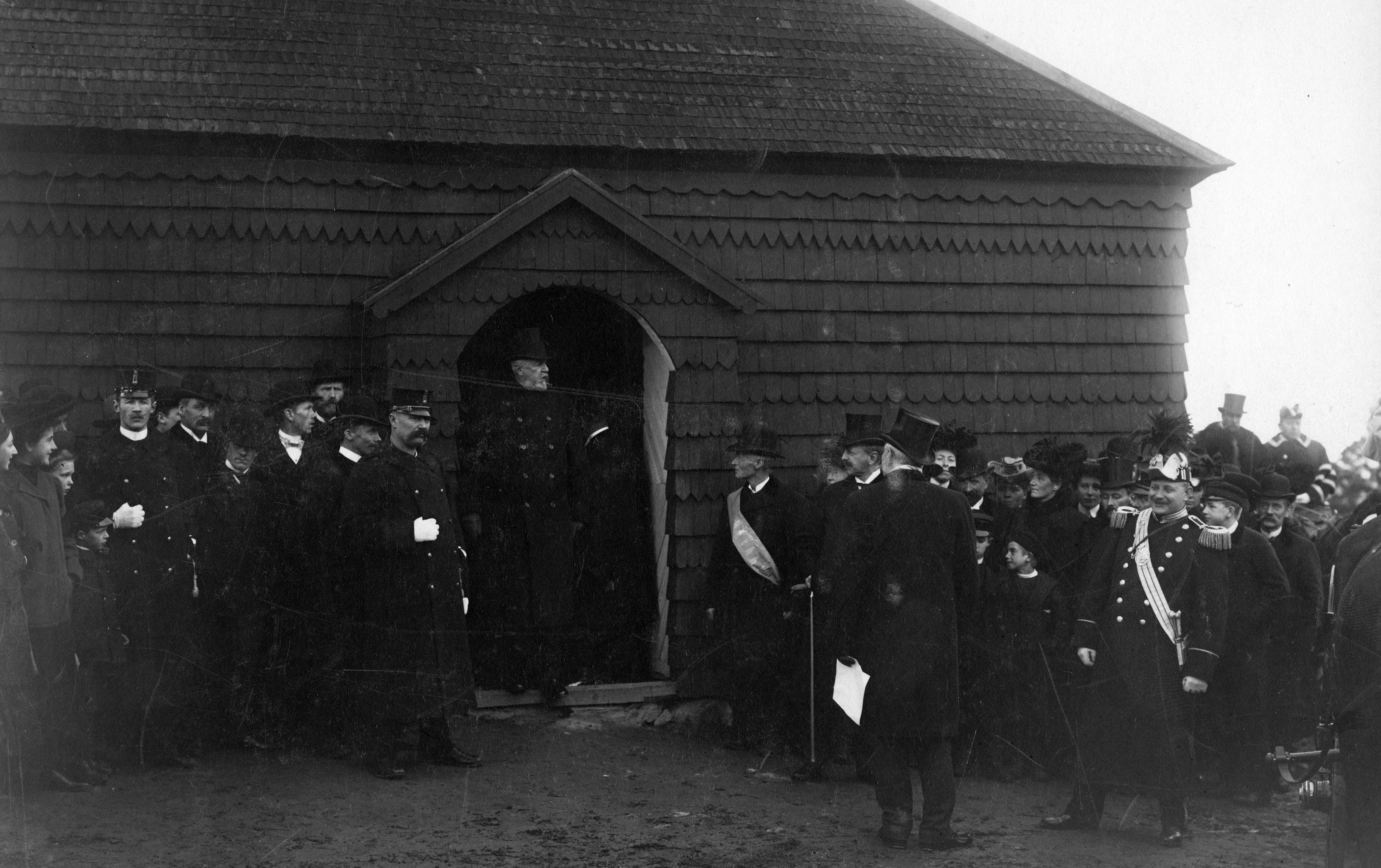
Vid Oskar II:s besök i Jönköping hösten 1905 besökte han bland annat Bäckaby gamla kyrka.

Redan i början av 1870-talet bedömde man inom Bäckaby församling att den gamla timmerkyrkan var bristfällig. Kyrkkassan hade en god tillväxt och 1893 uppdrog man på kyrkobyggmästaren Carl Pettersson i Eksjö att upprätta ritningar till en ny kyrka av sten. Petterssons förslag var färdigt i mars 1894 och visade en traditionell putsad stenkyrka i en blandning av nyklassicism och nygotik. När den granskande myndigheten Överintendentsämbetet i Stockholm synade förslaget underkändes detta. I stället tog ämbetets arkitekt Carl Möller på sig uppgiften att göra ett motförslag, som också kom till utförande. 
Eftersom den nya stenkyrkan inte uppfördes på samma kyrkotomt som den gamla, lät man timmerkyrkan stå kvar under byggnadstiden. När den nya kyrkan nästan stod klar uppkom frågan hur man skulle hantera den gamla. Kungliga Vitterhets-, historie- och antikvitetsakademien menade att den borde flyttas till något av de nya friluftsmuseerna Skansen i Stockholm eller Kulturen i Lund. Det gick så långt att man 1898 beslutade att sälja kyrkan för 400 kronor till Arthur Hazelius och Skansen, men detta rann ut i sanden. 
Lite senare erbjöd sig en läkare i Norrköping, Vilhelm Bergsten, att förvärva kyrkan och återuppbygga den vid sin villa. Vilhelm Bergsten var far till den välkände arkitekten Carl Bergsten. Inte heller dessa idéer förverkligades och därför utbjöds kyrkobyggnaden till försäljning på auktion i augusti 1901. Det högsta budet – 355 kronor – gavs av en lokal virkeshandlare. Kyrkostämman nöjde sig inte med budet, utan beslöt att själv riva byggnaden och sälja virket i småposter. 
Vid nästkommande kyrkostämma i oktober 1901 hade emellertid en ny spekulant tillkommit: ingenjören och hembygdsvårdaren Algot Friberg. Affären gjordes upp och kyrkan såldes för 400 kronor. Under 1902 flyttades kyrkan till Jönköpings stadspark. Algot Fribergs agerande som privatperson hade då övergått till att den nybildade Norra Smålands fornminnesförening stod som ansvarig för projektet. 
Flytten skedde med hästtransport till Landsbro och vidare med järnväg till Jönköping. I början av augusti 1902 var stommen rest och senare samma månad visades kyrkan för första gången.
Bäckaby gamla kyrka blev landets andra museikyrka efter Bosebo kyrka som flyttats till Kulturen i Lund 1895. Även Bosebo är beläget i Jönköpings län. Skansen fick sin museikyrka först 1916 genom Seglora kyrka. 
Museikyrkan kom efter hand att omges av det friluftsmuseum, som i dag förvaltas av Jönköpings läns museum.

## Branden
Strax före kl 01.00 natten mot lördagen den 29 april 2000 larmades räddningstjänsten i Jönköping med att det brann i Stadsparken. På morgonen var kyrkan totalförstörd. Omedelbart påbörjade länsmuseet arbetet med att ta tillvara föremål och andra rester som inte var totalförstörda. Bland annat räddades en hel del metallbeslag och den krossade kyrkklockan. 
Branden visade sig vara anlagd och förövarna greps och dömdes. 
År 2003 invigdes en minnesplats på den plats där Bäckaby gamla kyrka låg i Jönköpings stadspark.